# Macaranga vanderystii
Macaranga vanderystii är en törelväxtart som beskrevs av De Wild.. Macaranga vanderystii ingår i släktet Macaranga och familjen törelväxter.
Artens utbredningsområde är Kongo-Kinshasa. Inga underarter finns listade i Catalogue of Life.